# Denzel Livingston
Denzel Livingston (Houston, Texas, 18 de abril de 1993) es un jugador de baloncesto estadounidense que pertenece a la plantilla del Ironi Nahariya de la Ligat ha'Al, la primera categoría del baloncesto israelí. Con 1,93 metros de estatura, juega en la posición de base.

## Trayectoria deportiva
Jugó cuatro temporadas con los Incarnate Word Cardinals y tras no ser elegido en el Draft de la NBA de 2015, firmaría para la temporada 2015-15 en la Liga de Desarrollo de la NBA para jugar en las filas de los Rio Grande Valley Vipers.
En la siguiente temporada, daría el salto a Israel para jugar en la segunda división en las filas de Hapoel Kfar Saba, donde realizaría un gran temporada, lo que llevó a firmar en el mes de junio de 2017 por el Ironi Nahariya de la Ligat ha'Al israelí.